# Halina Golanko
Halina Golanko (ur. 29 stycznia 1948 w Zabrzu) – polska aktorka i modelka.

## Życiorys
Po zakończeniu nauki w liceum została modelką, a następnie aktorką. W okresie późniejszym zajmowała się również współpracą montażową. W 1973 otrzymała nagrodę aktorską na festiwalu: I Międzynarodowe Spotkania Filmowe „Młodzież na ekranie” w Koszalinie za film Uciec jak najbliżej (1971).
Była żoną polskiego reżysera Andrzeja Kotkowskiego, z którym ma dwoje dzieci: syna Ignacego i córkę Gabrielę. Mieszka z córką na Zanzibarze.

## Filmografia
- Prawdzie w oczy (1970) jako dziewczyna w kawiarni
- Kolumbowie (1970) jako Ałła
- Jeszcze słychać śpiew. I rżenie koni... (1971) jako Krystyna
- Pięć i pół bladego Józka (1971) jako Halina „Kaczusia”
- Uciec jak najbliżej (1971) jako Kasia
- Poślizg (1972) jako Bożena
- Brylanty pani Zuzy (1972) jako Joanna Madejska
- Sekret (1973) jako synowa Lewickiej
- Dźwig (1976)
- Pasja (1977) jako żona Dembowskiego
- Układ krążenia (1977–1978) jako pielęgniarka
- Parada oszustów (1977)
  - Mistrz zawsze traci jako Yvonne
  - Jaguar 1936 jako klientka autosalonu Gaborsky’ego
  - Tajny detektyw jako panna młoda, żona Teofila Winiarskiego
  - Ładny gips jako kasjerka w kasynie, przyjaciółka O’Roneya
- Bez znieczulenia (1978) jako Halina Łukasik, siostra Ewy
- Sekret Enigmy (1979) jako Jaqueline, „przyjaciółka” Olańskiej, szpieg Abwehry
- Kariera Nikodema Dyzmy (1980) jako Mańka Barcik
- Najdłuższa wojna nowoczesnej Europy (1981) jako Walentyna Cegielska (odc. 4 i 5)
- Spokojne lata (1981) jako Amelia
- 07 zgłoś się (1981) jako „Lalka”, prostytutka w gdyńskim „Maximie”, w odc. 13
- Komediantka (1987) jako Józia, siostra Andrzeja Grzesikiewicza
- Persona non grata (2005) jako Helena Leszczyńska
- Tylko miłość (2007) jako Maria Rozner
- Miasto z morza (2009) jako kapitanowa Maryla Kupielska (odc. 2)
- Klub szalonych dziewic (2010) jako Maria Załuska, matka Edyty.